# Pathariya (Jhapa)
Pathariya (nep. पथरीया) – gaun wikas samiti we wschodniej części Nepalu w strefie Meći w dystrykcie Jhapa. Według nepalskiego spisu powszechnego z 2001 roku liczył on 1942 gospodarstw domowych i 9966 mieszkańców (4962 kobiet i 5004 mężczyzn).